# Lakehills, Texas
Lakehills là một nơi ấn định cho điều tra dân số (CDP) thuộc quận Bandera, tiểu bang Texas, Hoa Kỳ. Năm 2010, dân số của nơi này là 5150 người.

## Dân số
- Dân số năm 2000: 4668 người.
- Dân số năm 2010: 5150 người.